# 森村 (愛知県)
森村（もりむら）は、愛知県海東郡にあった村。現在のあま市の一部にあたる。

## 地理
福田川上流域に位置していた。

## 歴史
- 1889年（明治22年）10月1日、町村制の施行により、海東郡森村が単独で村制施行し、森村が発足[1][2]。大字は編成せず[2]。春富村、新居屋村と組合村を結成[2]。組合村役場を春富村大字石作に設置[2]。
- 1891年（明治24年）濃尾地震で多くの家屋が倒壊した[2]。
- 1906年（明治39年）7月1日、海東郡甚目寺村、萱津村、春富村、白鷹村、新居屋村、東今宿村と合併し、甚目寺村が存続して廃止された[1][2]。合併後、甚目寺村森となる[2]。

## 産業
- 農業[2]

## 教育
- 1889年（明治22年）から児童は新居屋学校に、1892年（明治25年）から森春尋常小学校に通学した[2]。